# Xanthosoma cordatum
Xanthosoma cordatum är en kallaväxtart som beskrevs av Nicholas Edward Brown. Xanthosoma cordatum ingår i släktet Xanthosoma och familjen kallaväxter. Inga underarter finns listade.